# Aspen Institute Deutschland

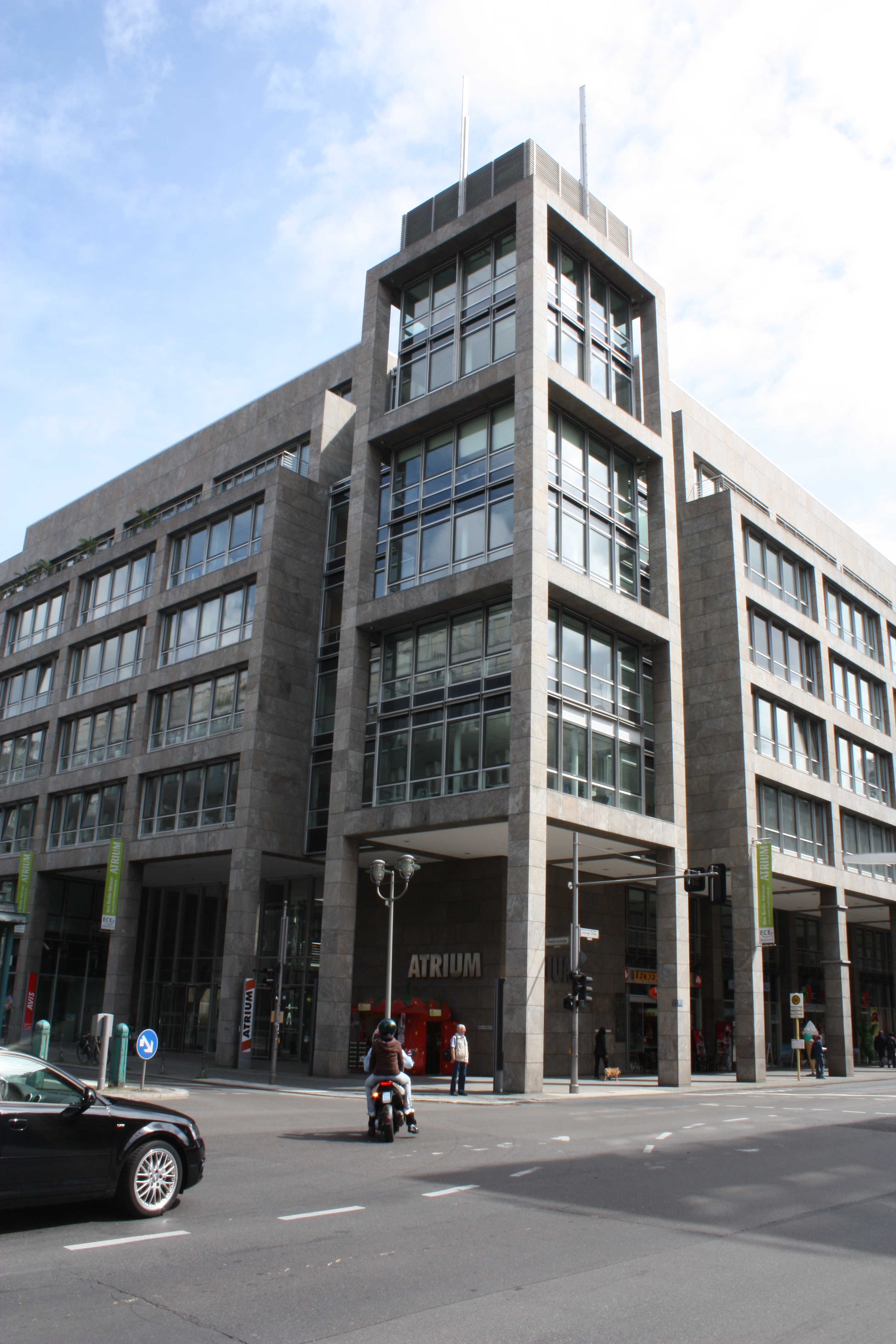
Sitz Aspen-Institut Friedrichstraße 60

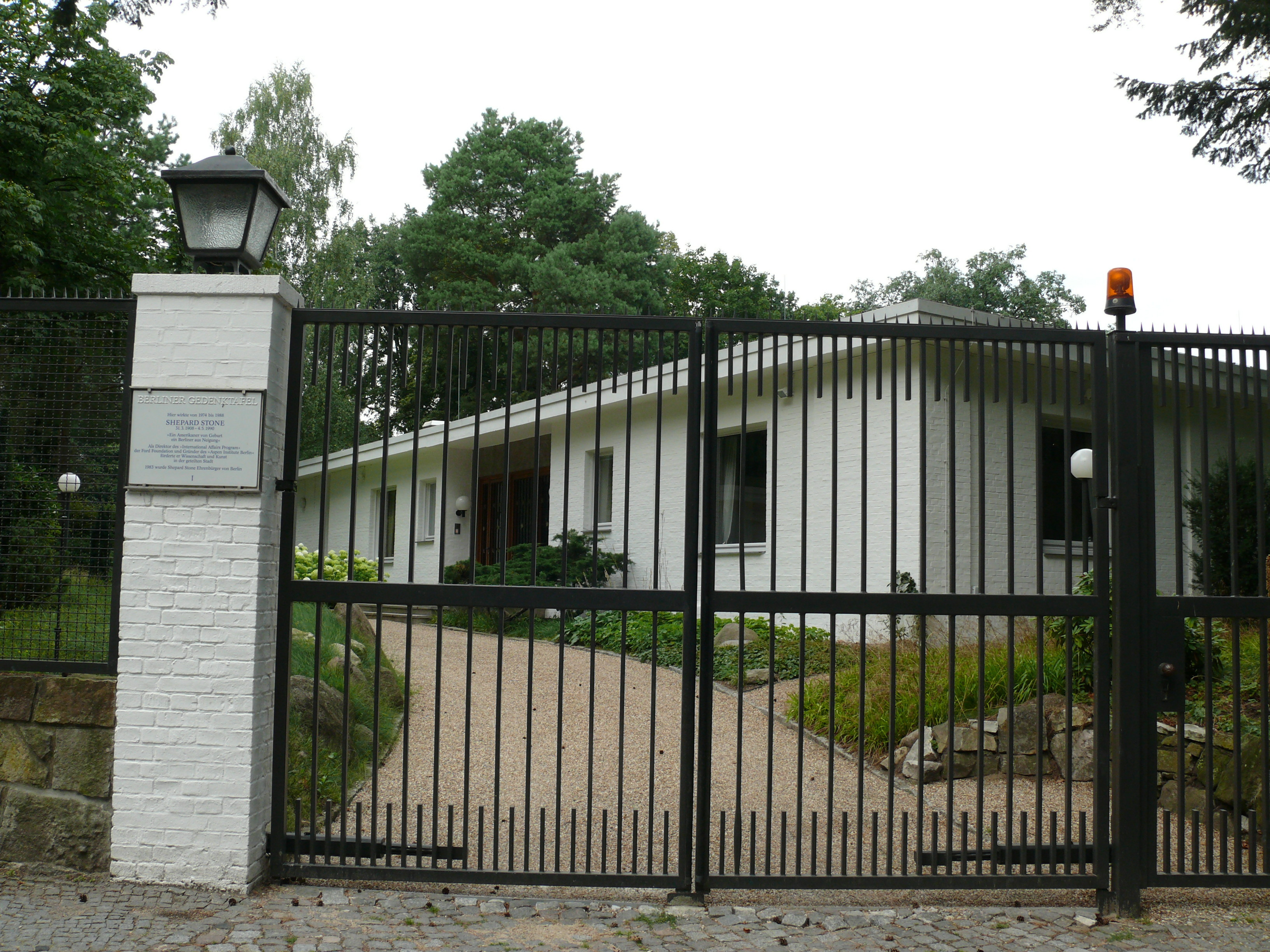
Ehemaliges Aspen-Institut in Schwanenwerder mit Gedenktafel für Shepard Stone

Das Aspen Institute Deutschland e. V. ist eine deutsche Denkfabrik, die seit 1974 in Berlin tätig ist. Es organisiert Konferenzen und Tagungen für Führungskräfte und gesellschaftlich relevante Akteure zu aktuellen Themen der Wirtschaft, Politik und Kultur. Das Institut hat sich zum Ziel gemacht, „die transatlantische Gemeinschaft und das Ideal einer freien und offenen Gesellschaft“ zu fördern. Das Aspen Institute Deutschland ist eine unabhängige Dependance des US-amerikanischen Aspen Institute in Washington, D.C., und Teil eines weltweiten Netzwerks mit Partnereinrichtungen in der Tschechischen Republik, Frankreich, Italien, Rumänien, Spanien, Indien, Japan, Mexiko und der Ukraine. Es wird von einem Freundeskreis, der Shepard-Stone-Stiftung und einer Reihe von öffentlichen und privaten Quellen finanziert. Kuratoriumsvorsitzender ist Eckart von Klaeden, seit Januar 2021 ist Stormy-Annika Mildner Direktorin.

## Geschichte
Das Aspen Institute Deutschland e. V. wurde im Oktober 1974 – als erstes in Europa – von Shepard „Shep“ Stone gegründet, dessen Direktor er bis 1988 war.
Im Jahre 2001 übernahm Jeffrey Gedmin die Leitung des Aspen Institute Deutschland. Während Gedmins Amtsperiode stellte die Regierung des Landes Berlin aus wirtschaftlichen Gründen ihre 30-jährige finanzielle Unterstützung des Instituts im Wesentlichen ein. Gedmin konnte jedoch neue Zuwendungen aus öffentlichen und privaten Quellen sowohl in Deutschland als auch in den USA für das Institut gewinnen. Er war allerdings in der deutschen Öffentlichkeit mehr für seine Unterstützung der US-Irakpolitik und seine Kritik der Außenpolitik von Bundeskanzler Gerhard Schröder bekannt. Gedmins eindeutige politische Positionierung war ein klarer Bruch mit der überparteilichen Positionierung des Institutes unter seinen Vorgängern. Der Direktor und das Institut fielen deshalb in deutschen Regierungskreisen für einige Zeit in Ungnade.
Im August 2007 übernahm Charles King Mallory IV, zuvor fünf Jahre lang Berater des Abteilungsleiters für den Nahen Osten im US Department of State, die Leitung des Instituts. Der Berliner Senat kürzte während der Zeit seines Vorsitzes die Zuschüsse des Aspen Instituts um rund 500.000 Euro und letztlich ganz. Während dieser Zeit zog das Aspen Institut von seiner langjährig genutzten Villa auf der Insel Schwanenwerder in der Nähe von Wannsee nach Berlin-Mitte (Friedrichstraße 60).
Von September 2013 bis Ende 2020 war Rüdiger Lentz Direktor des Instituts; dieser war der erste Deutsche, der diese Position innehatte. In dieser Zeit etablierte das Institut neue Programme zum Thema transatlantischer Austausch zwischen Landtagen (Laboratories of Democracy) sowie ein Digitalprogramm. Das Digitalprogramm ist mittlerweile ein Markenzeichen des Institutes und hat Arbeit im Bereich Plattform-Governance, Desinformation, KI und Cybersicherheit. Am 1. Januar 2021 übernahm Stormy-Annika Mildner die Leitung, die zuvor Abteilungsleiterin für Außenwirtschaftspolitik beim Bundesverband der Deutschen Industrie war.
Das Institut hat aktuell 16 Mitarbeiter (Stand 2018). Dem Verein der Freunde des Aspen Institute Deutschland e. V. gehören als Firmenmitglieder u. a. die Deutsche Bank AG, die Daimler AG sowie mehr als 100 Privatmitglieder an. Öffentliche Einrichtungen, die das Institut laut Jahresbericht 2018/2019 in dem Zeitraum unterstützten, waren u. a. das Auswärtige Amt, das Bundesministerium für Wirtschaft und Energie, die Open Society Foundation, die Dürr Stiftung, Microsoft, das Land Baden-Württemberg und Telefonica.

## Programm
Die Arbeit des Instituts gliedert sich in drei Policy-Programme: Im „transatlantischen Program“ ermöglicht durch verschiedene Formate wie die Laboratories of Democracy Initiative, die State-to-State Dialog und America’s Choice Podcast einen offenen und wertebasierten Dialog zu den zentralen Herausforderungen, vor denen die transatlantischen Beziehungen stehen. Im „Europa Programm“ organisiert das Institut geschlossene Dialoge im Bereich Westbalkan, um einen offenen und ehrlichen Austausch zwischen Entscheidungsträgern und Experten zu ermöglichen, sowie öffentliche Debatten über aktuelle Themen. Im „Digitalprogramm“ fokussiert das Institut durch das Media Literacy Initiative, Engaging German Influencers, wert-basierte KI-Initiative und Digital Dish auf die politische und gesellschaftliche Wirkungen der Digitalisierung.
Zudem vergibt das Institut seit 2014 den „Shepard Stone Award for Outstanding Transatlantic Leadership“. Die bisherigen Preisträger sind Mathias Döpfner (2014), Leonard Lauder (2015), Guido Goldman und Wolf Biermann (beide 2017) sowie Madeleine Albright und Robert Zoellick (beide 2019).